# 326 Dywizja Piechoty (III Rzesza)
326 Dywizja Piechoty (niem. 326. Infanterie-Division) – niemiecka dywizja z czasów II wojny światowej, rozbita przez wojska alianckie pod Falaise.
Sformowana w rejonie Narbonne na mocy rozkazu z 9 listopada 1942 roku, poza falą mobilizacyjną przez VI., XII i V Okręg Wojskowy. Uczestniczyła w okupacji Francji Vichy. Następnie brała udział w walkach przeciw wojskom aliantów zachodnich. Zniszczona została w czasie bitwy pod Falaise. Z niedobitków utworzono 326 Dywizję Grenadierów Ludowych.

## Dowódcy dywizji
- gen. por. Max Dennerlein 11 XI 1943 - 8 V 1943;
- gen. por. Karl Böttcher 8 V 1943 - 1 VI 1943;
- gen. por. Viktor von Drabich – Wächter 1 VI 1943 – 2 VIII 1944.

## Struktura organizacyjna
- Struktura organizacyjna w listopadzie 1942 roku:

751., 752. i 753. pułk grenadierów, 326. pułk artylerii, 326. batalion pionierów, 326. oddział łączności;
- Struktura organizacyjna w maju 1943 roku:

751., 752. i 753. forteczne pułk grenadierów, 326. pułk artylerii, 326. batalion pionierów, 326. oddział łączności;
- Struktura organizacyjna w styczniu 1944 roku:

751., 752. i 753. pułk grenadierów, 326. pułk artylerii, 326. batalion pionierów, 326. oddział przeciwpancerny, 326. oddział łączności, 326. polowy batalion zapasowy;